# Maud Slye
Maud Slye (8 de febrer de 1879 – 17 de setembre de 1954) era una patòloga americana que va néixer a Minneapolis, Minnesota. Una historiadora sobre dones i ciència va escriure que Slye "havia 'inventat' ratolins genèticament uniformes com a eina de recerca." Va ser pionera en la recerca sobre els aspectes hereditaris del càncer en ratolins. Maud va ser una defensora de l'arxiu complet dels registres mèdics humans, en la creença que la selecció de la parella adequada ajudaria a erradicar el càncer.
Slye va rebre la seva formació de grau a la Universitat de Chicago i a la Universitat de Brown. Mentre va estar a la Universitat de Chicago es va mantenir treballant com a secretària per al rector de la Universitat William Rainey Harper. Després d'una interrupció, va completar els seus estudis a Brown el 1899. Va ensenyar a la Rhode Island State Normal School fins al 1905. El 1908 va tornar a la Universitat de Chicago com a assistent graduada del professor Charles Otis Whitman, i va començar el seu treball de postgrau. amb la realització d'experiments neurològics amb ratolins, i romandria en aquesta universitat la resta de la seva carrera.
El 1919 va ser seleccionada com a directora del Laboratori de Càncer de la Universitat de Chicago. El 1922, va ser promocionada a professora agregada i el 1926 va esdevenir professora titular de patologia, posició que va mantenir fins que es va jubilar el 1944. Slye va dur a terme la seva recerca amb poc supor financer per part de la universitat i molt sovint ella es feia càrrec del menjar dels ratolins i d'altres subministraments.
Al llarg de la seva carrera va haver d'enfrontar crítiques per part d'altres patòlegs i investigadors contra la seva afirmació que l'herència té un paper clau en la vulnerabilitat davant del càncer; la seva investigació va desafiar la idea que el càncer era en gran part causat per contagis. Malgrat que, com es va demostrar més tard, les seves hipòtesis sobre l'herència eren una simplificació de la complexitat del paper que juga la genètica en la susceptibilitat al càncer, els seus estudis van ser crucials en l'establiment de l'herència com una àrea clau per a la investigació del càncer.
Slye molt sovint va haver de lluitar contra els estereotips de gènere, havent de fer front a preguntes de la premsa sobre si tenia "por" dels seus ratolins i durant un temps va circular una remor cruel en el camp de la investigació del càncer, al·legant que s'havia negat a compartir els resultats de la seva recerca amb científics de l'Institut de Nova York. No obstant això, Slye va ser reconeguda pel seu treball: el 1914 va rebre la medalla d'or de l'American Medical Society i el 1922 la de l'American Radiological Association. El 1915 també va ser guardonada amb el Premi Ricketts de la Universitat de Chicago i el 1937 amb un doctorat honorari per la Universitat de Brown.
A més del seu treball científic Slye va publicar dos llibres de poesia, Songs and Solaces (1934) i I in the Wind (1936).
Mai es va casar i va passar el seu retir revisant les dades de la seva investigació. Va morir a Chicago el 1954, i està enterrada al cementiri d'Oak Woods.